# Olga Śmiechowicz
Olga Paulina Śmiechowicz (ur. w 1987 r.) – polska filolog klasyczna, historyk i teoretyk teatru, teatrolog, doktor nauk humanistycznych w zakresie literaturoznawstwa, adiunkt w Katedrze Teatru i Dramatu Uniwersytetu Jagiellońskiego. Doktoryzowała się w 2015 r. na Uniwersytecie Jagiellońskim. Doktorat na podstawie rozprawy zatytułowanej Recepcja komedii Arystofanesa w Wielkiej Brytanii, Rosji i Polsce.

## Edukacja
Stypendystka m.in. Oxford University, L’Université Paris-Sorbonne, University of Cambridge, Universität Wien. Wykładała także we Lwowie, w Amsterdamie, Tel Awiwie i w Heidelbergu. 
Zainteresowania naukowe Olgi Śmiechowicz obejmują historię teatru starogreckiego (szczególnie komedię Arystofanesa), recepcję teatru antycznego w różnych krajach świata oraz formy współczesnego teatru polskiego (zwłaszcza twórczość Krystiana Lupy,  Krzysztofa Warlikowskiego i Jana Klaty).
Jako dramaturg współpracuje m.in.  z Janem Klatą, Radkiem Stępniem oraz z Kingą Dębską.

## Wyróżnienia i nagrody
- Laureatka Nagrody Naukowej Polityki w dziedzinie nauk humanistycznych (2019).
- Wyróżnienie „Najwyższa jakość kształcenia 2022/2023” przyznawane najlepszym wykładowcom Uniwersytetu Jagiellońskiego.
- Nagroda na 49. Opolskich Konfrontacjach Teatralnych „Klasyka Żywa” za przekład „Państwa” Platona.

## Publikacje

### Publikacje książkowe
- Poeci sceniczni w komediach Arystofanesa, Wydawnictwo Bezkresy Wiedzy 2014.
- Arystofanes, Warszawa: Wydawnictwo Naukowe Sub Lupa 2015.
- Arystofanes w Oxfordzie, Wydawnictwo Naukowe Sub Lupa 2018.
- Lupa, Warlikowski, Klata. Polski teatr po upadku komunizmu, Warszawa: Wydawnictwo Naukowe PWN 2018.
- Polish Theatre after the Fall of Communism. Dionysus since ’89, Cambridge Scholars Publishing 2018.
- Didaskalia do historii. Teatr starożytnej Grecji i jego kontekst polityczny, Kraków: Towarzystwo Autorów i Wydawców Prac Naukowych "Universitas" 2018.
- Trojanki Jana Klaty, Kraków: Towarzystwo Autorów i Wydawców Prac Naukowych "Universitas" 2019.
- Arystofanes, Chmury, Teologia polityczna 2021 (przekład).
- Arystofanes, Lizystrata, Wydawnictwo Biblioteki Śląskiej 2022 (przekład)
- Arystofanes, Żaby, Wydawnictwo Biblioteki Śląskiej 2023 (przekład)

### Rozprawy i artykuły
- "Dlaczego zmarłym nie dajesz być zmarłymi"? Dramatologiczna analiza wizji zaświatów w "Demach" Eupolisa, w: Nowy Filomata. R. 13, nr 3 (2009), s. 183-195.
- Ważniejsze wystawienia komedii Arystofanesa w teatrze greckim po II wojnie światowej, w: Nowy Filomata. R. 16, nr 1 (2012), s. 61-66.
- Wyzwolenie od antyku. Wpływ komedii staroattyckiej na dramat "Aristophanes at Oxford", w: Szkice Humanistyczne (Olsztyn). T. 13, nr 4 (2013), s. 181-194.
- "Lizystrata dla dekadenckiej epoki": wprowadzenie komedii Arystofanesa do kultury czytelniczej w okresie Młodej Polski, w: Scripta Classica. Vol. 11 (2014), s. 91-100.
- Demokrata na dworze tyrana. Polityczne znaczenie twórczości tragediopisarskiej Ajschylosa na Sycylii, w: Nowy Filomata. R. 21, nr 2 (2017), s. 153-162.
- If Cloud Cuckoo Land were conquered by the Nazis…, w: Scripta Classica. Vol. 15 (2018), s. 85-97.
- Arystofanes w walonkach. Cz. 1. Przekłady na język rosyjski, w: Meander. R. 73 (2018), s. 147-160.
- Arystofanes w walonkach. Cz. 2. Pożar wiśniowego sadu: komedie Arystofanesa na scenach rosyjskich, w: Meander. R. 74 (2019), s. 87-103.
- Skrzydlaty "homo academicus". Portret Tadeusza Zielińskiego w sto sześćdziesiątą rocznicę urodzin, w: Meander. R. 74 (2019), s. 123-135.
- Strauss, Arystofanes i Sokrates: Żyd, łysy i brzydal, w: Kronos: metafizyka – kultura – religia. 2019, nr 2, s. 302-314.
- Dramaturg pod Troją: praca nad tekstem "Trojanek" w reżyserii Jana Klaty, w: Meander. R. 75 (2020), s. 219-230.

Rozdziały w publikacjach zbiorowych
- “When Medea became Amy Winehouse” [w:] Medea in world artistic culture, red. I. Darchia, L. Gordeziani, L. Gordeziani, Tbilisi 2018, s. 373-379.
- „Gdy herosi zawiedli na scenę wychodzą kobiety mężnego serca - odwaga oraz tchórzostwo na greckiej scenie teatralnej” [w:] Heroica. Bohaterstwo i tchórzostwo w literaturze i kulturze europejskiej, red. A. Gawarecka, W. Szturc, E. Wesołowska, Poznań 2019, s. 67-86.
- „Nazistowska, staroattycka komedia utopijna – Julian Tuwim i „Ptaki” Arystofanesa” [w:] Ślady teatru. Księga ofiarowana Joannie Walaszek, red. D. Jarząbek-Wasyl, T. Kornaś, Kraków 2020, s. 187-201.
- „Mitologia i polityka na antycznej scenie” [w:] Nowe światy. Sztuki performatywne jako polityczne przestrzenie konfliktu, dialogu i troski, red. nauk. K. Kurek, M. Rewerenda, A. Siwiak, Poznań 2022, s. 295-312.
- „Ὕβρις intelektualnej elity w tekstach komedii staroattyckiej” [w:] Superbia. Aspekty, efekty, obrzeża, red. nauk. M. Puk, W. Szturc, E. Wesołowska, Poznań 2022, s. 13-24.

### Wywiady
- Żabi skok w antyk rozmawia Agnieszka Krzemińska, Polityka 29 października 2019
- Komedia z przypisami rozmawia Maciej Stroiński, Przekrój, 25 stycznia 2021
- Lizystrata - game changer rozmawia Maciej Stroiński, Teatr, 18 lutego 2023 https://teatr-pismo.pl/19969-lizystrata-game-changer/

## Multimedia
- Wykład: Bronowickie dziady – „Wesele” Jana Klaty w Starym Teatrze
- Wykład: The Trojan Women by Jan Klata
- Spotkanie autorskie wokół przekładu Chmur Arystofanesa